# Clubiona latitans
Clubiona latitans là một loài nhện trong họ Clubionidae.
Loài này thuộc chi Clubiona. Clubiona latitans được miêu tả năm 1883 bởi Pavesi.